# Petra Marklund
Petra Linnea Paula Marklund, más conocida por su seudónimo artístico September (Estocolmo, Suecia, 12 de septiembre de 1984) es una cantante, compositora y presentadora de televisión sueca de ascendencia eslovena.

## Carrera musical
Hija de Gorän Marklund, un profesor de física sueco (coterráneo suyo) y de Neda Marklund, una cantante underground eslovena. Tiene una hermana que es diseñadora de modas. Desde niña su familia la apodaban "La niña September", ya que su cumpleaños es en ese mes, a raíz de esto fue desarrollando su pasión por el arte, en 1999 con solo 15 años debutó en el ámbito artístico con el álbum "Teen Queen" que fue un fracaso de venta y de producción. 
Luego de cuatro años de pausa, en el año 2003, cuando tenía 18 años: disfrutó de su primer éxito en Suecia con "La La La (Never give it up)". A este le siguió "We can do it" (2003), "September All over" (2004), "Satellites" (2005), que fue un éxito escandinavo en España y "Looking for love" (2005). Estos éxitos fueron seguidos de una campaña de lanzamiento que la promocionó en más de 50 países.
Su canción Satellites, de género Dance, fue número 1 en listas de música de diferentes países en el verano de 2006. Sin embargo la canción Cry for You, la catapultó al estrellato en América y en Europa logrando el puesto número 1 en varios países que hasta en la actualidad sigue sonando en las emisoras, siendo este hit, el más comercializado.
Aparte de su éxito en las pistas de baile, principalmente europeas, se ha ganado una gran reputación en su país por las versiones acústicas de sus singles. Dichas versiones fueron interpretadas por September en la televisión pública, tras ser entrevistada, con el único acompañamiento de una guitarra clásica.
A finales de 2007 publicó "Dancing shoes", su último disco de estudio. En abril de 2008 lanzó Cry for You en el Reino Unido llegando de momento hasta la quinta posición y debido a ello ha publicado un disco recopilatorio llamado "Dancing in orbit". En 2010 realizó una versión eurodance de la canción "Mikrofonkåt" del rapero sueco Petter, lo cual obtuvo críticas positivas, en 2011 le siguieron canciones como "Resuscitate me" y "Party in my head". Este último fue un éxito endeble.
En el 2012 sorprendió a sus seguidores que se retiraba del eurodance y de su seudónimo "September" para convertirse en Petra Marklund con el propósito de enfocarse solo en las canciones en su idioma natal que hasta la fecha continúa trabajando con ello, la premisa principal de ese cambio drástico se debe al poco apoyo de las productoras, sus canciones no eran comercializadas como se debía (exceptuando Cry for You y Satellites) a pesar de su fuerte rango vocal, cuya tesitura es elogiada por los críticos de la industria musical.

## Vida personal
Su vida privada es bastante reservada, en 2011 la cantante confirmó su relación sentimental con el productor Niklas Bergwall, con quién tienen 2 hijos cuya identidad es escasa.
En el año 2023 sacó una canción titulada Ocean of Love que fue el tema para el Pride y la marcha LGBTQ en Suecia.

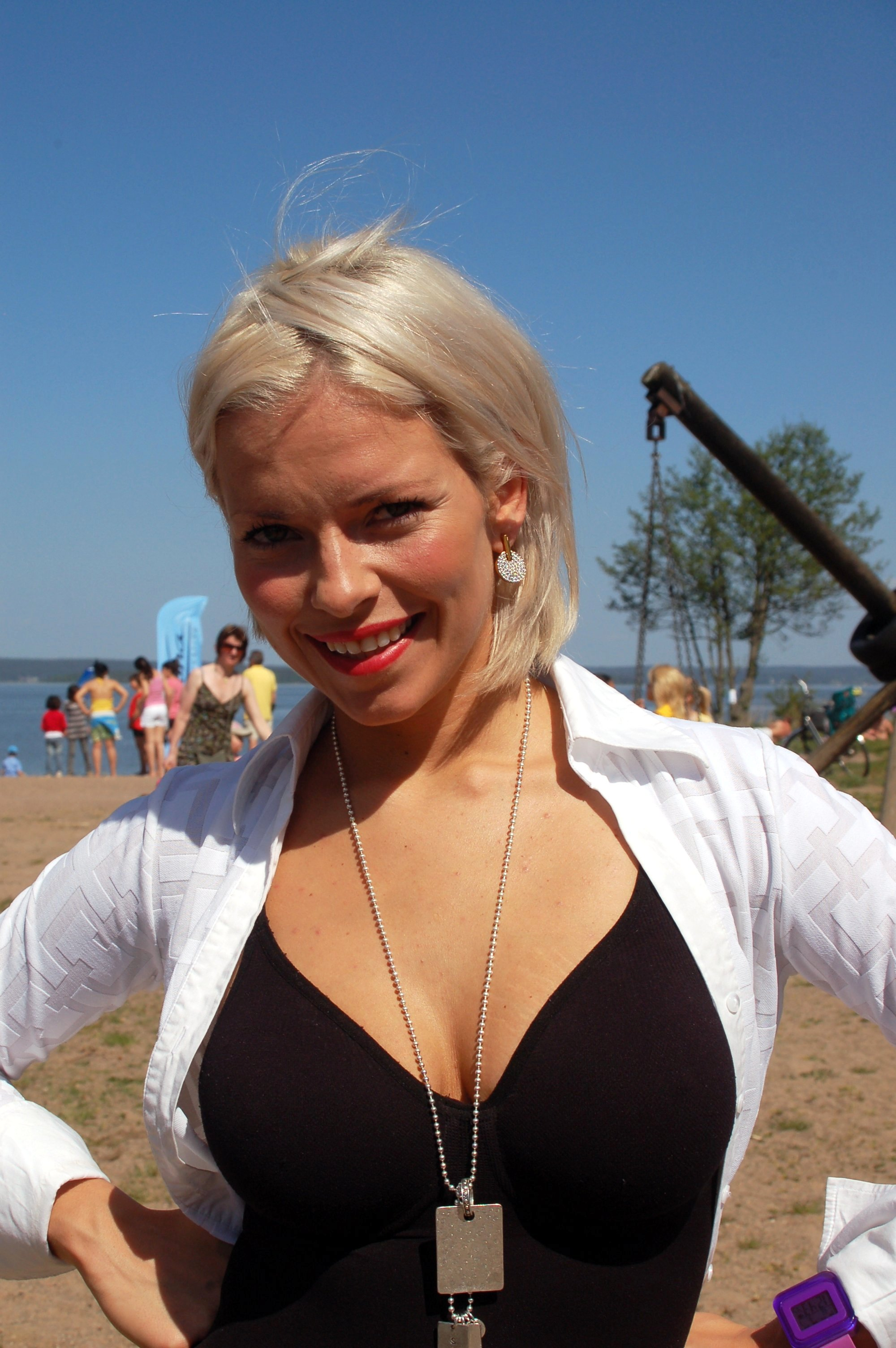
September en Lindö, (Norrköping), Suecia en 2008.

## Discografía

### Álbumes de estudio
| 2002                                                                   | September - Lanzamiento: 9 de octubre de 2002 - Formatos: CD, Descarga digital         | 36 | —  | — | —  | —  |  |
| 2005                                                                   | In Orbit - Lanzamiento: 26 de octubre de 2005 - Formatos: CD, Descarga digital         | 17 | 36 | — | 10 | —  |  |
| 2007                                                                   | Dancing Shoes - Lanzamiento: 26 de septiembre de 2007 - Formatos: CD, Descarga digital | 12 | —  | — | 19 | 33 |  |
| 2011                                                                   | Love CPR - Lanzamiento: 14 de febrero de 2011 - Formatos: Descarga digital             | —  | —  | — | —  | —  |  |
| "—" indica que no entró en ese chart o que no fue lanzado en ese país. |                                                                                        |    |    |   |    |    |  |

### Compilaciones
- 2008: Gold

## Sencillos
| 2003                                                                   | La La La (Never Give It Up)      | —  | —  | —  | —  | —  | —  | 4 | —  | 8  | —  | —  |                                                                | September     |
| 2003                                                                   | We Can Do It                     | —  | —  | —  | —  | —  | —  | — | —  | 10 | —  | —  |                                                                | September     |
| 2004                                                                   | September All Over               | —  | —  | —  | —  | —  | —  | — | —  | 8  | —  | —  |                                                                | September     |
| 2005                                                                   | Satellites                       | —  | 18 | 5  | 3  | —  | —  | — | —  | 4  | 1  | 96 | - SWE: Gold                                                    | In Orbit      |
| 2005                                                                   | Looking for Love                 | —  | —  | —  | 2  | —  | —  | — | —  | 17 | 15 | —  |                                                                | In Orbit      |
| 2006                                                                   | Flowers on the Grave             | —  | —  | —  | —  | —  | —  | — | —  | —  | —  | —  |                                                                | In Orbit      |
| 2006                                                                   | It Doesn't Matter                | —  | —  | 66 | 20 | —  | —  | — | —  | —  | —  | —  |                                                                | In Orbit      |
| 2006                                                                   | Cry for You                      | 14 | 13 | —  | —  | 8  | 10 | — | 10 | 6  | —  | 5  | - SWE: Gold - US: Gold - DEN: Platinum - AUS: Gold - CAN: Gold | In Orbit      |
| 2007                                                                   | Can't Get Over                   | 41 | 10 | —  | —  | 38 | 35 | — | —  | 5  | —  | 14 |                                                                | Dancing Shoes |
| 2007                                                                   | Until I Die                      | —  | 6  | 29 | —  | —  | 91 | — | —  | 5  | —  | —  |                                                                | Dancing Shoes |
| 2008                                                                   | Because I Love You               | —  | —  | —  | —  | —  | —  | — | —  | 43 | —  | —  |                                                                | Dancing Shoes |
| 2010                                                                   | Mikrofonkåt                      | —  | —  | —  | —  | —  | —  | — | —  | 1  | —  | —  | - SWE: 4x Platinum                                             | Love CPR      |
| 2010                                                                   | Resuscitate Me                   | —  | —  | —  | —  | —  | —  | — | —  | 45 | —  | —  |                                                                | Love CPR      |
| 2010                                                                   | Baksmälla con (Petter Askergren) | —  | —  | —  | —  | —  | —  | — | —  | 3  | —  | —  | - SWE: Platinum                                                | Love CPR      |
| 2010                                                                   | Kärlekens Tunga                  | —  | —  | —  | —  | —  | —  | — | —  | 6  | —  | —  | - SUE: Platino                                                 | Love CPR      |
| 2011                                                                   | Me & My Microphone               | —  | —  | —  | —  | —  | —  | — | —  | —  | —  | —  |                                                                | Love CPR      |
| "—" indica que no entró en esa lista o que no fue lanzado en ese país. |                                  |    |    |    |    |    |    |   |    |    |    |    |                                                                |               |